# عتاب (المهرة)

تعديل مصدري - تعديل

عتاب هي إحدى قرى عزلة عتاب بمديرية سيحوت التابعة لمحافظة المهرة، بلغ تعداد سكانها 860 نسمة حسب تعداد اليمن لعام 2004.